# Vikings Gone Wild
Vikings Gone Wild (übersetzt „Die Wikinger sind verrückt geworden“) ist ein Kartenspiel mit einer als Spielbrett gestalteten Kartenauslage des Spieleautors Julien Vergonjeanne, das 2016 auf Englisch und Französisch bei dem französischen Spieleverlag Lucky Duck Games und ein Jahr später auf Deutsch bei Corax Games erschien. Es handelt sich um ein Deck-Building-Spiel, bei dem die Spieler mit ihrem Kartendeck ein Wikingerdorf aufbauen, Bier brauen, Gold schürfen und ihre Gegner angreifen bzw. sich gegen diese verteidigen müssen.

## Hintergrund und Spielmaterial
In dem Spiel Vikings Gone Wild geht es für die Spieler darum, als Clanhäuptling eines Wikingerclans möglichst erfolgreich zu sein und somit möglichst viele Siegpunkte zu sammeln. Um diese zu bekommen, müssen sie ihr Wikingerdorf auf- und ausbauen, die anderen Clans angreifen und sich gegen Angriffe verteidigen sowie Missionen erfüllen. Dabei handelt es sich um ein typisches Deck-Building-Spiel, bei dem die Mitspieler nach und nach ihre Kartenhand ausbauen und dadurch stärker werden.
Das Spielmaterial besteht in der Basisversion neben der Spieleanleitung aus:
- ein Spielbrett mit Ablageflächen für die Karten und mit Zählleiste,
- 16 Spielermarker in 8 Farben, davon jeweils ein großer und ein Kleiner,
- 25 Goldbarren,
- 25 Bierfässer,
- vier Spielertafeln,
- 12 Gemeindehauskarten,
- vier Starterdecks mit jeweils vier Startkarten,
- 14 Verteidigungskarten,
- 18 Einheitenkarten,
- 52 Gebäudekarten,
- 40 Karten für Odins Pfad,
- 8 Spielende-Bonuskarten,
- 12 Karten Göttliche Gunst,
- 20 Missionskarten,
- ein Startspielermarker (Thorshammer), und
- vier Spielübersichtskarten.

## Spielweise

### Spielvorbereitung
Zur Vorbereitung des Spiels bekommt jeder Mitspieler eine Spielertafel sowie zwei zueinander passende Spielermarker. Das Spielfeld wird in der Tischmitte platziert und jeder Spieler legt seinen kleineren Marker auf das Startfeld der Zählleiste, während der größere auf das Flaggenfeld der eigenen Spieltafel abgelegt wird. Auf dem Spielbrett werden die Karten ausgelegt, die für das Spiel benötigt werden. Zuerst werden alle Einheitenkarten, Verteidigungskarten und Gebäudekarten nach Typ sortiert und offen auf die entsprechenden Felder gelegt. Die Karten von „Odins Pfad“ werden gemischt und als verdeckter Stapel auf das Startfeld gelegt, danach werden die ersten fünf Karten aufgedeckt und offen nebeneinander auf die Felder des Pfades gelegt. Die Karten „Göttliche Gunst“ werden gemischt, danach werden für jeden Spieler drei dieser Karten zufällig gezogen und als verdeckter Stapel auf das entsprechende Feld gelegt, zwei der Karten werden aufgedeckt und offen ausgelegt. Die Spielendebonuskarten werden ebenfalls gemischt und vier der Karten kommen auf die entsprechenden Felder, der Rest wird aus dem Spiel genommen; diese Karten definieren jeweils einen zusätzlichen Punktebonus für die Abrechnung am Spielende. Alle Bau- und Schadensmarker, die Goldbarren und die Bierfässer werden neben das Spielbrett gelegt.
Alle Spieler bekommen nun drei Gemeindehauskarten, die sie sortiert mit der Stufe 1 ganz oben neben ihre Spielertafel legen. Die Missionskarten werden nach Siegpunktwert sortiert und getrennt gemischt, danach bekommt jeder Spieler zwei Missionskarten mit einem Siegpunkt, die er auf seine Spielertafel legt, und die restlichen Missionskarten werden verdeckt und nach unten aufsteigend als Nachziehstapel neben das Spielfeld gelegt. Zuletzt erhält jeder Spieler ein Startdeck bestehend aus 6 Bierkarten, 2 Goldkarten und 2 Wikingerkriegerkarten. Das Deck wird gemischt und verdeckt auf die Spielertafel gelegt, danach zieht jeder Spieler fünf Handkarten und nimmt diese nur für sich sichtbar auf.

### Spielablauf
Beginnend mit einem Startspieler, der den Startspielermarker erhält, spielen die Mitspieler im Uhrzeigersinn. Jede Runde besteht aus mehreren Phasen, die die Spieler nacheinander durchführen: die Produktionsphase, die Nachziehphase, die Aktionsphase, die Lagerphase und das Rundenende. In der ersten Runde besitzt der Spieler noch keine produzierenden Gebäude, die Produktionsphase entfällt entsprechend.
In der Produktionsphase bekommen alle Spieler für jede gebaute Brauerei ein Bierfass und für jede Goldfabrik einen Goldbarren als Ressourcen. Diese können gemeinsam mit den auf ihrer Hand befindlichen Ressourcen (Bier- und Goldkarten) in der Aktionsphase genutzt werden. In der Nachziehphase zieht jeder Spieler fünf Handkarten vom verdeckten Kartenstapel; für jede Taverne in seinem Dorf darf er eine zusätzliche Karte ziehen. Immer, wenn ein Spieler Karten ziehen muss, aber nicht mehr genug Karten vorhanden sind, wird der Ablagestapel gemischt und zum neuen Nachziehstapel.
Die Nachziehphase ist die wichtigste Phase, in der die Spieler alle Aktionen im Spiel durchführen können. Dabei gibt es mehrere Möglichkeiten, die in beliebiger Reihenfolge und teilweise auch doppelt durchgeführt werden dürfen. Die verschiedenen Aktionen sind abhängig von den verfügbaren Ressourcen (Gold und Bier) und den Handkarten. Folgende Aktionen können während der Aktionsphase durchgeführt werden:
Ressourcen austauschen
Jederzeit während seiner Aktionsphase kann ein Spieler zwei identische Ressourcen eines Typs gegen eine einzelne Ressource des anderen Typs austauschen. Eingetauschte Ressourcen sind später nicht einlagerbar und müssen im Spielzug ausgegeben werden.
Karten und Gebäude kaufen
Mit den Ressourcen können die Spieler beliebig viele Einheiten, Verteidigungen und Karten aus „Odins Pfad“ kaufen sowie Gebäude bauen, solang sie diese bezahlen können. Alle Karten sind mit einem Einkaufspreis versehen, der entweder die Kosten in Gold als gelbes Quadrat oder in Bier als brauner Kreis angibt. Eingekaufte Einheiten und Verteidigungskarten sowie Karten von „Odins Pfad“ werden gemeinsam mit den ausgegebenen Ressourcen auf die Ablage gelegt und können in der laufenden Runde entsprechend nicht eingesetzt werden. Wird eine Karte von Odins Pfad gekauft, werden die links von dieser liegenden Karten sofort nach rechts geschoben und die leere Stelle wird aufgefüllt. Gebäudekarten werden sofort im Dorf ausgelegt, dabei wird die maximale Anzahl an Gebäuden durch die Ausbaustufe des Gemeindehauses angegeben und von jedem Gebäudetyp darf ein Spieler nur maximal drei Gebäude besitzen. Wird ein Gebäude ausgelegt, wird ein Gebäudechip darauf platziert um anzuzeigen, dass dieses Gebäude in der laufenden Runde noch nicht aktiv ist und auch nicht angegriffen werden darf.
Anders als die anderen Gebäude muss das Gemeindehaus nicht gebaut werden und befindet sich bereits zu Beginne im Dorf des Spielers. Durch den Einsatz von Gold kann das Gemeindehaus auf die Stufen 2 und 3 ausgebaut werden, wodurch sich das Gebäudelimit des eigenen Dorfs erhöht. Baut ein Spieler sein Gemeindehaus auf Stufe 3 aus, bekommt er zudem 5 Siegpunkte, die auf der Siegpunkteleiste gewertet werden.
Angriff und Verteidigung
Einen wesentlichen Teil der Aktionen stellen Angriffe auf gegnerische Gebäude, Untote oder den Draco dar. Ein Spieler kann in seinem Spielzug ein oder mehrere Gebäude eines Mitspielers sowie Untote auf „Odins Pfad“ sowie den auf dem Spielfeld befindlichen Draco angreifen. Um erfolgreich zu sein, muss die eigene Angriffsstärke mindestens so hoch sein wie der Verteidigungswert des Angriffsziels. Jede Einheit und jeder Held der eigenen Kartenhand darf dabei nur ein Ziel angreifen und ein Spieler darf immer nur einen gegnerischen Spieler pro Runde angreifen. Zudem darf kein Spieler angegriffen werden, der in der laufenden Runde bereits von einem anderen Spieler angegriffen wurde, es sei denn, alle anderen Mitspieler wurden bereits jeweils von anderen angegriffen und der aktive Spieler könnte niemanden mehr attackieren.
Um einen Angriff durchzuführen, muss der aktive Spieler das Angriffsziel benennen und aus seiner Hand Einheiten und Heldenkarten benennen, die den Angriff durchführen. Der angegriffene Spieler kann danach aus seiner Hand verteidigungskarten ausspielen, um ein angegriffenes Gebäude zu verteidigen. Wenn die Gesamtangriffsstärke mindestens gleich hoch ist wie die Verteidigungsstärke, ist der Angriff erfolgreich. Bei einem erfolgreichen Angriff wird ein Schadensmarker auf das betreffende Gebäude gelegt, der den Erfolg anzeigt. Ein einmal erfolgreiches Gebäude darf kein zweites Mal attackiert werden. Der angreifende Spieler erhält Siegpunkte abhängig von der Anzahl der erfolgreichen Angriffe in seiner Spielrunde (1 für einen erfolgreichen Angriff, 3 für zwei, 5 für drei usw.) sowie zusätzliche Boni, wenn diese auf den angegriffenen Gebäudekarten angegeben sind. Ist ein Angriff nicht erfolgreich, erhält der angegriffene Spieler Siegpunkte entsprechend der Anzahl der für den Angriff eingesetzten Einheiten- und Heldenkarten. Seine Verteidigungskarten bleiben an dem Gebäude liegen und schützen dieses für den Rest der Runde, das Gebäude darf erneut angegriffen werden. Verteidigt der Spieler in der laufenden Runde alle seine Gebäude erfolgreich, erhält er einen zusätzlichen Siegpunkt für die komplette Verteidigung seines Dorfes.
Neben den Gebäuden der Mitspieler kann ein Spieler auch einen Untoten auf „Odins Pfad“ oder den Draco angreifen. Ein erfolgreicher Angriff auf einen Untoten bringt dem Spieler einen Siegpunkt sowie zusätzlich die auf der Karte angegebene Belohnung, ein erfolgreicher Angriff auf Draco bringt eine Ressource nach Wahl.
Missionen
Die Missionskarten auf der Spielertafel zeigen Missionen an, die der Spieler in seinem Spielzug erfüllen kann. Gelingt ihm dies, bekommt er die verzeichnete Belohnung und legt die Karte verdeckt zur Seite. Einmal pro Runde kann ein Spieler einen Goldbarren zahlen, um eine beliebige Missionskarte auf seiner Spielertafel auszutauschen.
In der Lagerphase können die Spieler ihre ungenutzten Ressourcen, die auf den Produktionsstätten liegen oder durch einen Kampf mit Draco gewonnen wurden, in die entsprechenden Lagergebäude einlagern und Ressourcen zwischen gleichen Lagertypen umlagern. Alle Ressourcen, die nicht auf Plätze in den Lagergebäuden eingelagert werden können, sind verloren und werden zum Vorrat zurückgelegt. Zum Rundenende werfen alle Spieler die nicht genutzten Handkarten ab (oder wählen Karten aus, die sie aufgrund eines Drakkars behalten dürfen). Zudem werden alle Bau- und Angriffsmarker entfernt. Die äußerst rechts liegende Karte auf „Odins Pfad“ wird zur Seite gelegt und der Pfard wird aufgerückt und aufgefüllt. Zuletzt wird der Startspieler an den nächsten Spieler weitergegeben und die neue Runde gestartet.

### Spielende und Abrechnung
Das Spiel endet, wenn ein Spieler die vorher festgesetzte Anzahl an Siegpunkten erreicht hat. Im Spiel mit zwei Spielern liegt diese bei 40 und bei drei oder vier Spielern bei 30 Punkten. Wenn ein Spieler diese Punktzahl erreicht wird, wird die aktuelle Runde zu Ende gespielt. Danach werden die Bonuspunkte entsprechend der vier ausliegenden Spielendebonuskarten abgerechnet und zu den bestehenden Siegpunkten addiert. Bonuskarten, die von mehreren Spielern erfüllt werden, werden aufgeteilt. Der Spieler mit den meisten Siegpunkten ist der Gewinner des Spiels, bei einem Gleichstand wird der Sieger über weitere zufällig gezogene Bonuskarten bestimmt.

## Ausgaben und Rezeption
Vikings Gone Wild wurde von den französischen Julien Vergonjeanne entwickelt und die Erstausgabe des Spiels wurde 2016 von dessen Verlag Lucky Duck Games über eine Kampagne bei kickstarter.com realisiert, bei der 2.750 Unterstützer eine Gesamtsumme von 236.949 US$ beigetragen haben, um das Projekt umzusetzen. Die Grafiker stammen von Mateusz Komada. 2017 erschien das Spiel auf Deutsch bei dem Verlag Corax Games nach einer erfolgreichen Kampagne in der Spieleschmiede der Spiele-Offensive, auf Spanisch bei Last Level und auf Polnisch bei Game Factory.
Bereits in der kickstarter-Version wurden durch die Freischaltung mehrerer Stretch Goals zahlreiche Erweiterungskarten und -sets veröffentlicht, die den Unterstützern gemeinsam mit dem Basisspiel zugesandt wurden. Nach der offiziellen Veröffentlichung erschienen weitere offizielle Ergänzungen und Promokarten zu dem Spiel. Insgesamt sind entsprechend die folgen Ergänzungen zum Spiel erschienen:
- 1st Season Pack: 110 zusätzliche Karten (Kickstarter exclusives)
- Ragnarok!: Erweiterung mit einem Fokus auf Untote
- Sif: Helden-Promokarte
- Meeple Bros: Helden-Promokarte
- It's a Kind of Magic: Erweiterung mit 110 neuen Karten und Zaubersprüchen als neuem Kartentyp
- Guild Wars: Erweiterung mit 110 neuen Karten
- Full House: Promokarte
- Dice Tower Promo: Promokarte
- Dan's Horn Promo Card: Promokarte
- Bird of Bifröst Promo Card: Promokarte
- 5th Viking: Erweiterung für einen fünften Mitspieler
- Masters of Elements: Erweiterung mit einem Fokus auf Druiden
- Dice of Destiny Promo Card: Promokarte

2018 wurde das Spiel bei dem Spielegrafikpreis Graf Ludo auf der Auswahlliste gelistet. Auf der Basis des Spiels wurde zudem von EVERYDAYiPLAY ein Computerspiel mit den gleichen Titel entwickelt und hierzu ein Fanwiki bei Wikia aufgesetzt.

## Belege
1. 1 2 3 4 5 6 7 8 9 10 11 12 13 14 15 16  Offizielle Spielregeln für Vikings Gone Wild, Corax Games 2017.
2. 1 2  Vikings Gone Wild auf Kickstarter.com; abgerufen am 28. September 2018.
3. ↑  Vikings Gone Wild in der Spieleschmiede auf spiele-offensive.de; abgerufen am 30. September 2018.
4. ↑  Versionen von Vikings Gone Wild in der Datenbank BoardGameGeek; abgerufen am 28. September 2018.
5. ↑  Ergänzungen zu Vikings Gone Wild in der Datenbank BoardGameGeek; abgerufen am 30. September 2018.
6. ↑  GRAF LUDO 2018 - Die Auswahlliste; abgerufen am 30. September 2018.
7. ↑  Website von EVERYDAYiPLAY mit der Spielvorstellung für Vikings Gone Wild; abgerufen am 10. Oktober 2018.
8. ↑  Vikings Gone Wild auf fandom.com, abgerufen am 10. Oktober 2018.